# Grande Prêmio de automobilismo da América do Sul
Grande Prêmio de automobilismo da América do Sul é uma competição de rali realizada no sul do continente americano, sendo considerado "o rali mais longo do mundo". A competição é administrada pela Confederação Desportiva Automobilística Sul-Americana.
Realizado pela primeira vez em 1948 com o nome de Buenos Aires-Caracas, a segundo edição acontecerá entre 6 de abril e 11 de maio de 2013, atravessando os países da Argentina, Brasil, Bolívia, Colômbia, Chile, Equador, Paraguai, Peru, Uruguai e Venezuela, num percurso de 30.000 km.